# Mai/Che mi succede adesso
Mai/Che mi succede adesso è il 7° singolo della cantautrice Junie Russo, pubblicato nel 1976, per la casa discografica Durium.
È l'ultimo disco sotto lo pseudonimo di Junie Russo, che segna la fine del periodo italo-anglosassone.
Il titolo riportato sull'etichetta del 45 giri, è leggermente diverso dal titolo stampato sulla copertina, Cosa mi succede.

## Mai
Mai è la canzone pubblicata sul lato a del singolo.
Il brano, insieme a Che mi succede adesso, non vennero mai inseriti in album.
Il testo fu scritto da Cristiano Malgioglio e da Lucia Castagna, mentre la musica, dalla stessa Giuni Russo, da Maria Antonietta Sisini e con la partecipazione di Pierluigi Galluzzi.

## Che mi succede adesso
Che mi succede adesso è la canzone pubblicata come lato b del singolo.
Molte volte il titolo viene errato in Che cosa mi succede adesso.
Il testo fu scritto da Cristiano Malgioglio e da Lucia Castagna, mentre la musica, dalla stessa Giuni Russo e da Maria Antonietta Sisini.

## Tracce
Lato A
1. Mai – 4:00 (Cristiano Malgioglio - Lucia Castagna - Giuni Russo - Maria Antonietta Sisini - Pierluigi Galluzzi)

Lato B
1. Che mi succede adesso – 4:08 (Cristiano Malgioglio - Lucia Castagna - Giuni Russo - Maria Antonietta Sisini - Pierluigi Galluzzi)

## Crediti
- Produzione e Direzione Artistica: Vince Tempera
- Arrangiamenti: Vince Tempera